# Ungheni (Iași megye)
Ungheni település és községközpont Romániában, Moldvában, Iași megyében.

## Fekvése
A Jilja mellett fekvő település.

## Története
Ungheni községközpont, melyhez 4 falu: Ungheni, Bosia, Coada Stâncii és Mânzătești tartozik.
A 2002-es népszámláláskor 3989 lakosának 95,64 százaléka román és 95,18%-a görögkeleti ortodox volt.
A Jilja folyó közelsége és áradásai miatt a település és környéke sokat szenved az árvizektől.